# 姚绍 (后秦)
姚绍（？—417年），南安赤亭（今甘肅省隴西縣西）羌人。十六國後秦宗室，將領。姚弋仲子，姚苌弟，鲁公，官至太宰、大将军、大都督。
皇初四年（397年），武都的氐人屠飞等杀害陇东太守姚回。在方山叛乱，被姚绍讨平。弘始十六年（414年），安远将军杨佛嵩被赫连勃勃杀害，贰县羌反秦，姚绍受命镇抚岭北。姚兴病重时，让姚绍和侍中任谦统领禁军宿卫于内，镇压广平公姚弼之乱。永和元年（416年），姚绍镇压李润羌起事。东晋刘裕征伐后秦，姚绍建议把安定镇户充实京畿，十万精兵固守长安，没有被姚泓采纳。永和二年（417年）姚绍平定并州牧姚懿、征北将军姚恢叛乱，因功拜太宰、大将军、都督中外诸军事。姚绍和姚鸾率军五万镇守潼关，秦军屡屡败于晋军，姚绍呕血而死。